# そごう呉店
そごう呉店（そごうくれてん）は、株式会社そごう・西武が広島県呉市の呉駅前で運営していた百貨店。
民事再生前のそごうグループ時代は「呉そごう」として、株式会社 呉そごうが運営していた。

## 概要
地上7階建てで地下階は無い。呉駅とは2階のペデストリアンデッキで連絡し、さらに陸橋で国道31号を挟んだ道路の反対側とも連絡していた。
通称：呉そごう。オープン時のキャッチフレーズは「呉ではじめての、都市型本格派百貨店」。
立地の経緯により、敷地の8割と建物の6・7階は呉市が所有し（後記参照）、年間1億円（2012年度）の賃料をそごう・西武は呉市に支払っていた。営業末期はそごう広島店の分店扱いになっていた（呉そごう時代も、広島店の旧法人である株式会社廣島そごうからの出資を受けるなどつながりが深かった）。

## 歴史

### 開店
当地には、呉市交通局の施設が存在した。1981年（昭和56年）より再開発計画が検討され、交通局は国鉄が所有する隣地に建築した新庁舎に1988年（昭和63年）2月1日に移転。同月8日に『呉駅前西地区第一種市街地再開発計画』が認可され、建築を開始した。1990年（平成2年）3月3日に、同時に建築していた貸しビル『交通局西中央ビル』が完成。同月18日『呉駅前西地区再開発ビル』に、『呉そごう』は開店した。
建築は、第一種市街地再開発事業に基づき行われ、交通局の資産は再開発ビル（呉そごう）の6階と7階の一部と底地に権利交換された（新聞記事と一部異なる）。

### 閉店
2012年（平成24年）6月27日、運営するそごう・西武が、そごう呉店を2013年1月末で営業終了する方針であると発表した。その予定通り、2013年（平成25年）1月31日に閉店した。
最盛期の売り上げは、1993年（平成5年）2月期の212億円が最高であったが、呉駅の裏側に開店したゆめタウン呉の開店以降は売り上げは低迷。2012年（平成24年）2月期で、89億円になっていた。

### 跡地
跡地の利用については2013年1月の閉店時点で決定していなかったが、2013年8月に報道各社が、イズミを主体とし天満屋などが入店する、複合商業施設になると報じられた。
2020年8月31日、呉市はそごう呉店の土地・建物をそごう・西武と日本通運から購入することを表明、同年10月28日に契約、同年11月4日に登記が完了され、呉市による単独所有となった。
2022年（令和4年）9月、呉市は2023年度に旧そごう呉店を解体し、2024年度にも複合ビルを着工するスケジュールを固めた。事業協力者の五洋建設を代表とするグループでは、21階建て分譲マンションと商業施設や子育て支援施設などが入る6階建てビルを提案をしている。

### 沿革
- 1979年（昭和54年） - 駅前周辺地区の基本構想を策定[18]
- 1981年（昭和56年）6月 - 『呉駅前再開発特別委員会』設置
- 1988年（昭和63年）
  - 2月8日 - 呉駅前西地区第一種市街地再開発計画認可
  - 8月 - 建物着工[18]
- 1990年（平成2年）
  - 3月1日 - 『呉駅前西地区再開発ビル』交通局権利分の貸付事業開始[19]
  - 3月18日 - 株式会社そごう（初代）の系列会社である株式会社呉そごうにより、そごうの27号店「呉そごう」として開店
  - 6月 - 事業終了の認可公告[18]
- 2001年（平成13年） - そごうグループの民事再生法手続きの一環として、呉そごうも含めたグループ13社が休眠会社「株式会社十合（そごう）」の完全子会社化
- 2002年（平成14年）
  - 2月 - 株式会社そごう（初代）が、現そごう横浜店の旧法人であった株式会社横浜そごうに吸収合併され解散、横浜そごうが株式会社そごう（2代目）に商号変更
  - 9月1日 - 株式会社そごうに吸収され、呉そごうは解散。店舗呼称を「そごう呉店」に変更
- 2009年（平成21年）8月1日 - そごうを存続会社として、西武百貨店、持ち株会社ミレニアムリテイリングと合併、株式会社そごう・西武の運営となった
- 2012年（平成24年）6月27日 - 運営するそごう・西武が、そごう呉店を2013年1月末で営業終了する方針であると発表した[7][8]
- 2013年（平成25年）1月31日 - 閉店
- 2020年（令和2年）11月4日 - 呉市がそごう呉店の土地・建物をそごう・西武と日本通運から購入、呉市による単独所有となる[16]。
- 2021年度 - そごう呉店跡地を含む呉駅周辺地域を対象とする「一般国道31号　呉駅交通ターミナル整備事業」が国土交通省により事業化される[20]。

## 館内
地上7階建てで、最上部に屋上階が存在した。
- RF - ファミリーガーデン
- 7F - レストラン街
- 6F - 大催会場・子供服・おもちゃのフロア
- 5F - 宝石・時計・メガネとくらしのフロア
- 4F - メンズファッションとスポーツのフロア
- 3F - レディスファッションのフロア
- 2F - エレガンスファッションのフロア
- 1F - フレッシュ&デリシャスフーズのフロア

## 不祥事
2008年から2009年にかけて、そごう呉店の外商担当の男性社員が一人暮らしの認知症の女性に近づき、絵画や貴金属など合わせて数百点、総額で約7千万円相当の商品を買わせていた事がわかった。女性は「男性社員に買わされた」と話しており、実際に男性社員が女性を銀行に連れて行くなどして代金を振込まさせていた。
この男性社員は「認知症だとは知らなかった」などとしている。

### 補足
1. ↑  日本百貨店協会に入っている系列の店舗としては呉初であった。ただし、1970年代に『大呉百貨店』（ジャスコ系列・現『クレアル』）・『銀座デパート』（ニチイ系列・現在閉店）・『いづみ呉店』（イズミ系列・現『イズミシティパルク呉』）があり、当時の百貨店並みの施設を有していた。また、市内には小規模店舗の福屋呉店がある。

## 参考書籍
- 中国新聞 各バックナンバー - （中国新聞社）
- 呉市交通局60年史 - （呉市交通局）
- 呉市政概要（平成23年度版） - （呉市議会）